# Campeonato Europeo de Remo de 2019
El XIII Campeonato Europeo de Remo se celebró en Lucerna (Suiza) entre el 30 de mayo y el 2 de junio de 2019 bajo la organización de la Federación Internacional de Sociedades de Remo (FISA) y la Federación Suiza de Remo.
Las competiciones se realizaron en el canal de remo del lago Rot, al norte de la ciudad helvética.

## Medallistas

### Masculino
| Evento                               | Oro | Plata | Bronce |
| ------------------------------------ | --- | --- | --- |
| Scull individual M1X (02.06)         | Oliver Zeidler · Alemania · 6:47,32 | Stefan Broenink · Países Bajos · 6:47,51 | Pilip Pavukou · Bielorrusia · 6:47,72 |
| Doble scull M2X (02.06)              | Mirosław Ziętarski · Fabian Barański · Polonia · 6:13,15 | Barnabé Delarze · Roman Röösli · Suiza · 6:13,60 | Ioan Prundeanu · Marian Enache · Rumania · 6:13,96 |
| Cuatro scull M4X (02.06)             | Dirk Uittenbogaard · Abe Wiersma · Tone Wieten · Koen Metsemakers · Países Bajos · 5:35,75                                                                                                   | Filippo Mondelli · Andrea Panizza · Luca Rambaldi · Giacomo Gentili · Italia · 5:40,19                                                                         | Jack Beaumont Jonathan Walton Angus Groom Peter Lambert Reino Unido 5:41,89 |
| Dos sin timonel M2- (02.06)          | Martin Sinković · Valent Sinković · Croacia · 6:22,46 | Marius Cozmiuc · Ciprian Tudosă · Rumania · 6:24,53 | Jaime Canalejo Pazos · Javier García Ordóñez · España · 6:26,31 |
| Cuatro sin timonel M4- (02.06)       | Oliver Cook Matthew Rossiter Rory Gibbs Sholto Carnegie Reino Unido 5:51,01 | Mikołaj Burda · Mateusz Wilangowski · Marcin Brzeziński · Michał Szpakowski · Polonia · 5:53,90                                                                | Felix Brummel · Felix Wimberger · Maximilian Planer · Nico Merget · Alemania · 5:56,08                                                                                                |
| Ocho con timonel M8+ (02.06)         | Johannes Weißenfeld · Laurits Follert · Jakob Schneider · Torben Johannesen · Christopher Reinhardt · Malte Jakschik · Richard Schmidt · Hannes Ocik · Martin Sauer (t) · Alemania · 5:25,68 | Thomas Ford James Rudkin Thomas George Mohamed Sbihi Jacob Dawson Oliver Wynne-Griffith Matthew Tarrant Joshua Bugajski Henry Fieldman (t) Reino Unido 5:26,55 | Vincent van der Want · Boudewijn Röell · Jasper Tissen · Ruben Knab · Mechiel Versluis · Bram Schwarz · Bjorn van den Ende · Robert Lücken · Aranka Kops (t) · Países Bajos · 5:27,97 |
| Scull individual ligero LM1X (02.06) | Péter Galambos · Hungría · 6:57,00 | Artur Mikołajczewski · Polonia · 6:58,98 | Martino Goretti · Italia · 7:02,27 |
| Doble scull ligero LM2X (02.06)      | Jonathan Rommelmann · Jason Osborne · Alemania · 6:12,58 | Stefano Oppo · Pietro Ruta · Italia · 6:13,95 | Tim Brys · Niels Van Zandweghe · Bélgica · 6:15,51 |
| Cuatro scull ligero LM4X (02.06)     | Catello Amarante · Lorenzo Fontana · Alfonso Scalzone · Gabriel Soares · Italia · 5:55,48 | Hilmar Verbeek · David Kampman · Ward van Zeijl · Bart Lukkes · Países Bajos · 5:56,89                                                                         | Léo Grandsire Hugo Beurey Benjamin David Ferdinand Ludwig Francia 5:57,05 |

### Femenino
| Evento                               | Oro | Plata | Bronce |
| ------------------------------------ | --- | --- | --- |
| Scull individual W1X (02.06)         | Sanita Pušpure Irlanda 7:23,18 | Jeannine Gmelin · Suiza · 7:24,04 | Miroslava Knapková · República Checa · 7:24,85 |
| Doble scull W2X (02.06)              | Leonie Menzel · Carlotta Nwajide · Alemania · 6:49,23 | Nicoleta-Ancuța Bodnar · Simona Radiș · Rumania · 6:50,56                                                                                             | Stefania Buttignon · Stefania Gobbi · Italia · 6:51,38 |
| Cuatro scull W4X (02.06)             | Michaela Staelberg · Julia Lier · Franziska Kampmann · Frieda Hämmerling · Alemania · 6:16,69 | Roos de Jong · Inge Janssen · Sophie Souwer · Olivia van Rooijen · Países Bajos · 6:17,08                                                             | Yevheniya Dovhodko · Daryna Verjohliad · Anastasiya Kozhenkova · Yana Dementieva · Ucrania · 6:18,82 |
| Dos sin timonel W2- (02.06)          | Aina Cid · Virginia Díaz Rivas · España · 7:14,14 | Adriana Ailincăi · Maria Tivodariu · Rumania · 7:15,52                                                                                                | Kiri Tontodonati · Aisha Rocek · Italia · 7:16,22 |
| Cuatro sin timonel W4- (02.06)       | Elisabeth Hogerwerf · Karolien Florijn · Ymkje Clevering · Veronique Meester · Países Bajos · 6:24,84 | Ioana Vrînceanu · Viviana-Iuliana Bejinariu · Mădălina Bereș · Denisa Tîlvescu · Rumania · 6:27,92                                                    | Joanna Dittmann · Monika Chabel · Olga Michałkiewicz · Maria Wierzbowska · Polonia · 6:32,37 |
| Ocho con timonel W8+ (02.06)         | Cristina Popescu · Amalia Bereș · Mădălina-Gabriela Cașu · Roxana Parașcanu · Beatrice-Mădălina Parfenie · Iuliana Popa · Maria-Magdalena Rusu · Roxana Anghel · Daniela Druncea (t) · Rumania · 6:03,49 | Fiona Gammond Zoe Lee Josephine Wratten Harriet Taylor Rowan McKellar Rebecca Shorten Karen Bennett Holly Norton Matilda Horn (t) Reino Unido 6:03,55 | Vasilisa Stepanova · Yelizaveta Kovina · Yekaterina Potapova · Anna Karpova · Olga Zaruba · Anastasiya Tijanova · Yekaterina Sevostianova · Yelena Oriabinskaya · Yelizaveta Krylova (t) · Rusia · 6:06,38 |
| Scull individual ligero LW1X (02.06) | Federica Cesarini · Italia · 7:32,45 | Leonie Pieper · Alemania · 7:34,17 | Marieke Keijser · Países Bajos · 7:36,59 |
| Doble scull ligero LW2X (02.06)      | Anastasiya Yanina · Alena Furman · Bielorrusia · 6:58,69 | Laura Tarantola Claire Bové Francia 7:00,29 | Patricia Merz · Frédérique Rol · Suiza · 7:02,63 |

## Medallero
| Núm. | País            | Oro | Plata | Bronce | Total |
| ---- | --------------- | --- | ----- | ------ | ----- |
| 1    | Alemania        | 5   | 1     | 1      | 7     |
| 2    | Países Bajos    | 2   | 3     | 2      | 7     |
| 3    | Italia          | 2   | 2     | 3      | 7     |
| 4    | Rumania         | 1   | 4     | 1      | 6     |
| 5    | Polonia         | 1   | 2     | 1      | 4     |
| 5    | Reino Unido     | 1   | 2     | 1      | 4     |
| 7    | Bielorrusia     | 1   | 0     | 1      | 2     |
| 7    | España          | 1   | 0     | 1      | 2     |
| 9    | Croacia         | 1   | 0     | 0      | 1     |
| 9    | Hungría         | 1   | 0     | 0      | 1     |
| 9    | Irlanda         | 1   | 0     | 0      | 1     |
| 12   | Suiza           | 0   | 2     | 1      | 3     |
| 13   | Francia         | 0   | 1     | 1      | 2     |
| 14   | Bélgica         | 0   | 0     | 1      | 1     |
| 14   | República Checa | 0   | 0     | 1      | 1     |
| 14   | Rusia           | 0   | 0     | 1      | 1     |
| 14   | Ucrania         | 0   | 0     | 1      | 1     |
|      | TOTAL           | 17  | 17    | 17     | 51    |